# Знак 1-го Кубанского (Ледяного) похода
Знак отли́чия Пе́рвого Куба́нского похо́да — награда времён Гражданской войны в России. Этот знак вошёл в историю Белого движения как наиболее уважаемая и почитаемая награда.
Учреждён 21 сентября (4 октября) 1918 года приказом командующего Добровольческой армией генерал-лейтенанта А. И. Деникина в память о 1-м Кубанском (Ледяном) походе для награждения всех действительных участников этого похода (имел две степени).
Знак отличия Первого Кубанского похода представлял собой серебряный терновый венец (символ мученичества), пересечённый снизу вверх серебряным мечом с позолоченной рукоятью (иногда меч золотился полностью). На оборотной стороне знака помещался его порядковый номер. Знак отличия первой степени выдавался непосредственным участникам боевых действий (включая сестёр милосердия и санитаров, оказывавших помощь раненым на поле боя) и носился на георгиевской ленте, украшенной бело-сине-красной (национальных цветов России) розеткой. Знак второй степени внешне ничем не отличался от знака первой степени, однако носился на владимирской ленте (с розеткой русских национальных цветов). Его получили те, кто не принимал непосредственного участия в боях.
Данный знак отличия полагалось носить на груди левее всех степеней Георгиевского креста и Георгиевской медали, но правее всех прочих знаков отличия и медалей. Именные удостоверения и знаки отличия погибших в боях чинов армии передавались их потомкам или ближайшим родственникам без права ношения этой награды. Кроме того, в декабре 1918 года издан приказ по Добровольческой армии, согласно которому до изготовления знаков отличия Первого Кубанского похода разрешалось всем чинам армии, получившим право на награждение указанным знаком, носить на форме соответствующую степени знака ленточку с розеткой из национальных цветов.
В течение нескольких месяцев после учреждения награды по заказу командования Добровольческой армии была изготовлена единственная партия знаков в количестве 5000 штук. Знаки отличия в основном рассылались по штабам армий, корпусов и дивизий, затем их вручали участникам «Ледяного похода» вместе с выписанными на местах именными удостоверениями на право ношения знака (удостоверения полагалось выписывать за подписью лица из числа участников 1-го Кубанского похода, занимавшего должность не ниже начальника дивизии). После вручения знаков составлялись списки награждённых, которые отсылались в штаб Главнокомандующего Вооружёнными силами на Юге России для объявления их в соответствующих приказах. Также вёлся в единственном экземпляре «Алфавит кавалеров Знака отличия», куда записывались фамилии награждённых (его местонахождение неизвестно с 1960-х годов). Знаком под № 1 посмертно награждён Л. Г. Корнилов.
С 1920 года право выдачи удостоверений, а с 1930 года и самих знаков, распространили на правление зарегистрированного в 1919 году Союза участников 1-го Кубанского Генерала Корнилова похода (Союза Первопоходников).
По сведениям секретаря правления Союза участников 1-го Кубанского похода полковника К. Н. Николаева, который в декабре 1948 года подвёл итоги выдачи знаков:
— около 3500 знаков было выдано ещё до прибытия Русской армии в Галлиполи (кроме того, 500 знаков утрачены при эвакуации из Крыма на затонувшем миноносце «Живой»);
— около 600 знаков выдано штабом Главнокомандующего Русской армией, а затем канцелярией председателя Русского Обще-Воинского союза (РОВС) в период с 1921 по 1930 год (в основном взамен утраченных; оставшиеся знаки переданы в 1930 году Главному правлению Союза участников 1-го Кубанского похода);
— 130 знаков выданы в 1930—1948 годах Главным правлением Союза участников 1-го Кубанского похода (в основном взамен утраченных);
— 270 знаков было утоплено в Дунае в 1944 году во время эвакуации Главного правления Союза участников 1-го Кубанского похода.
После Второй мировой войны в связи с исчерпанием запаса знаков отличия выдавались только удостоверения к ним (последний известный случай — в 1957 году, по другим данным — в 1963 году).
Помимо официального выпуска Знака отличия Первого Кубанского похода по заказу Добровольческой армии известны также знаки, изготовленные после окончания Гражданской войны по частным заказам. Среди них: знаки, изготовленные фирмой русского эмигранта М. К. Евгеньева в Берлине (Германия), а также знаки, произведённые в мастерских Чехословакии, Болгарии и Франции (при этом на некоторых подобных знаках отсутствует порядковый номер награждённого). Кроме того, ещё в 1919 году на Дону было изготовлено некоторое количество безномерных знаков, внешне несколько отличавшихся от образцов знаков Первого Кубанского похода из заказа командования Добровольческой армии.
В 1934 году члены Союза Первопоходников подняли вопрос о возможности наследственной передачи потомкам «первопоходников» права на ношение Знака отличия Первого Кубанского похода (эту идею поддержал учредитель Знака — генерал А. И. Деникин). В соответствии с приказом по РОВС от 19 августа 1939 года Главное правление Союза Первопоходников разработало «Положение о порядке передачи права ношения Знака» (утверждено в марте 1940 года). Согласно этому положению, право на ношение знака отличия передавалось старшему из прямых потомков по мужской линии после смерти «первопоходника».

Награждённые Знаком отличия Первого Кубанского похода
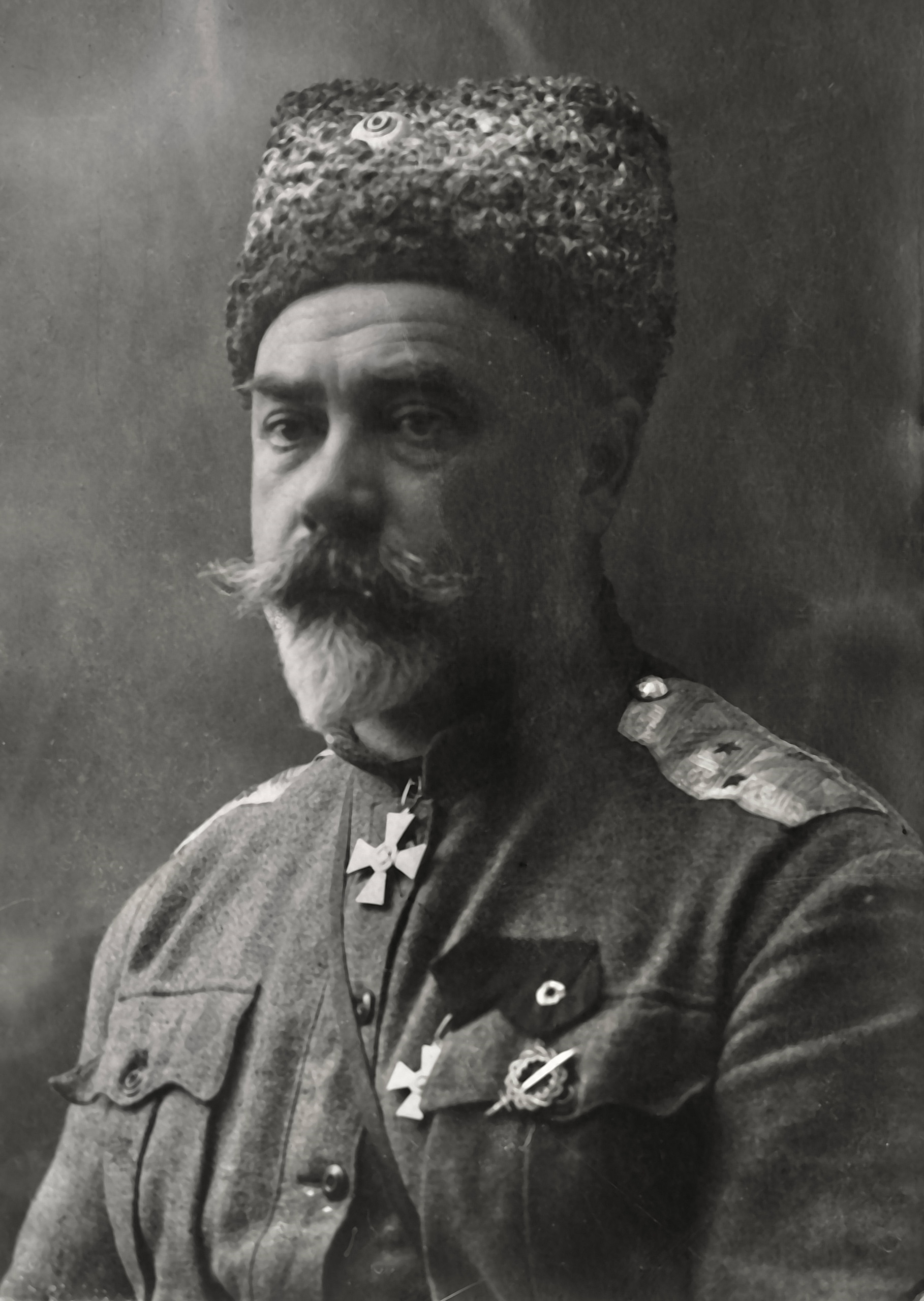
А. И. Деникин
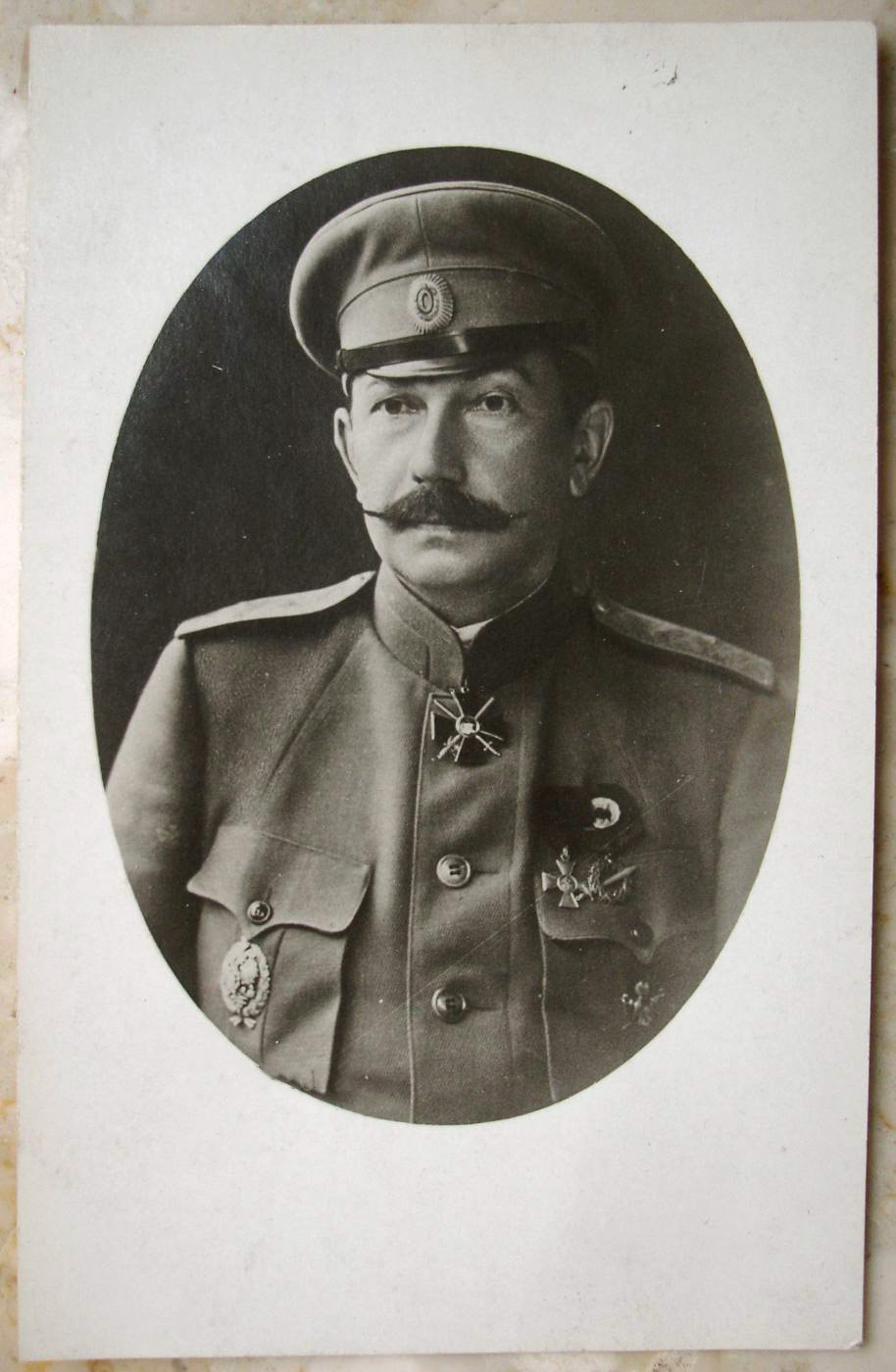
А. П. Богаевский
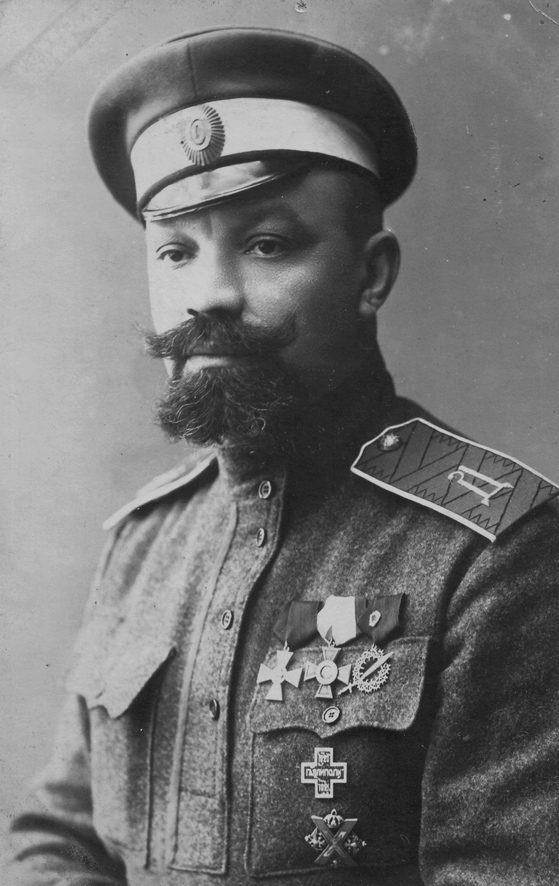
А. П. Кутепов
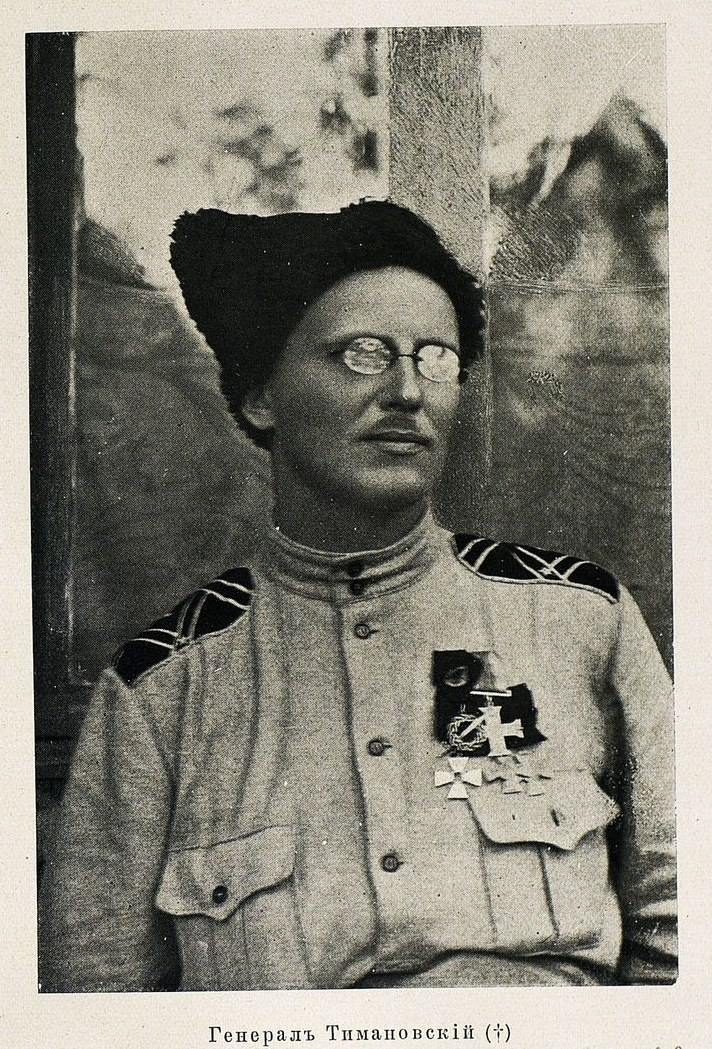
Н. С. Тимановский
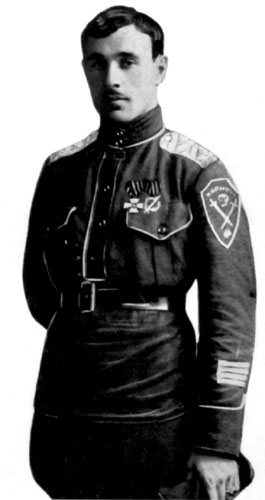
Н. В. Скоблин
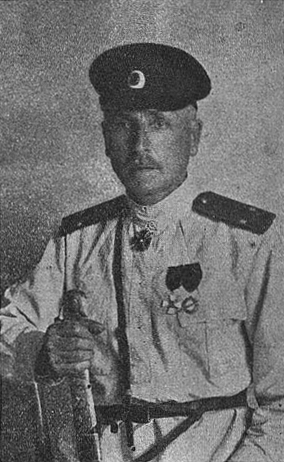
М. Н. Виноградов
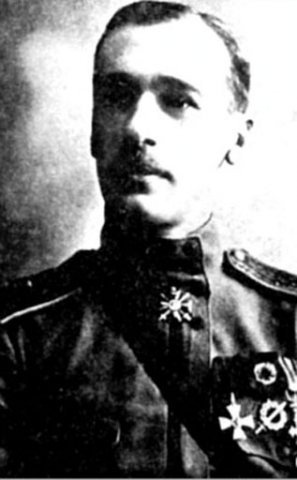
И. К. Кириенко
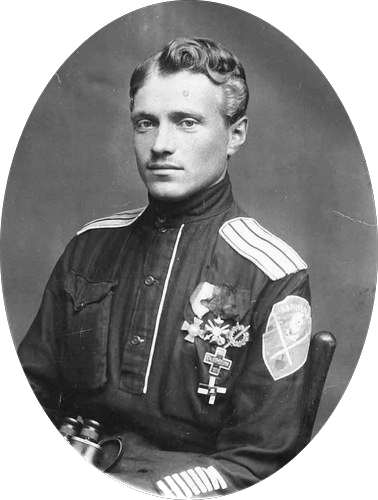
М. Н. Левитов
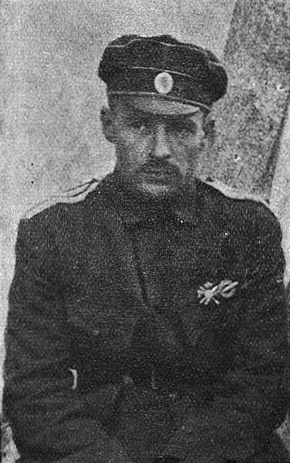
А. А. Рябинский